# Fluoreen
Fluoreen is een polycyclische aromatische koolwaterstof met als brutoformule C13H10. De stof komt voor als reukloze witte kristallen. De naam is afgeleid van het feit dat het een violette fluorescentie vertoont. Het komt in hogere fracties van koolteer voor, maar kan ook synthetisch bereid worden. Het is onoplosbaar in water en oplosbaar in onder andere benzeen en di-ethylether.

## Eigenschappen
De methyleengroep is relatief zuur (de pKa bedraagt 22,6 in DMSO) en het verwijderen ervan met een sterke base, zoals n-butyllithium, leidt tot vorming van het stabiele en aromatische fluorenylanion dat een intens oranje kleur heeft. Het anion is een nucleofiel en de meeste elektrofielen reageren ermee via additie.

## Toepassingen
Fluoreen wordt gebruikt om kleurstoffen, plastics en pesticiden te maken. Het kan ook teruggevonden worden in uitlaatgassen. Het wordt gebruikt in de synthese van fluorenon, wat een bouwsteen is voor synthetische moleculaire motoren.
Polyfluoreen wordt veelal gebruikt als luminofoor in organische leds. Fluoreencopolymeren worden onderzocht als materiaal voor zonnecellen.
Fluoreen vormt de basisstructuur van de Fmoc-groep, een beschermende groep voor amines. Het overeenkomstige reagens, fluorenylmethyloxycarbonylchloride, wordt veelvuldig gebruikt in de organische synthese om een Fmoc-groep aan te brengen. Een typische methode om de groep weer te verwijderen, is de behandeling met een oplossing van piperidine.